# 平石停留場
平石停留場（ひらいしていりゅうじょう）は、栃木県宇都宮市下平出町にある宇都宮ライトレール宇都宮芳賀ライトレール線の停留場。

## 概要
栃木県道64号宇都宮向田線（鬼怒通り）と新4号国道（石橋宇都宮バイパス）に挟まれた場所に建設された。仮称は「平出町」であった。

## 歴史
- 2021年（令和3年）4月23日：停留場名決定[5]。
- 2023年（令和5年）
  - 8月21日：当停留場を起終点とする、報道機関向けの試乗会を開催[6]。
  - 8月26日：開業[3][4]。宇都宮駅東口を出発した特別列車は、当停留場で約250人の出迎えを受け、市長が宇都宮市立平石中央小学校の児童3人に、寄せ書きの黄色いフラッグを手渡した[7]。

## 停留場構造
専用軌道上に設けられた地上駅で、プラットホームは島式ホーム2面4線で、緩急接続も可能な構造となっている。停留場に併設する形で交通結節点（トランジットセンター）が設けられている（後述）。また、車両基地に隣接しており、引き込み線が車両基地から本線にかけて引かれている。
線内唯一の夜間滞泊設定駅である。
朝夕ラッシュ時と深夜早朝時間帯を中心に、宇都宮駅東口および芳賀高根沢工業団地と当停留場を結ぶ区間列車が運転されている。
始発列車の発車の際には、発車メロディが下りでは「美雷と」、上りでは「黄柳」（共に福嶋尚哉作曲）が車両から鳴動する。

### のりば

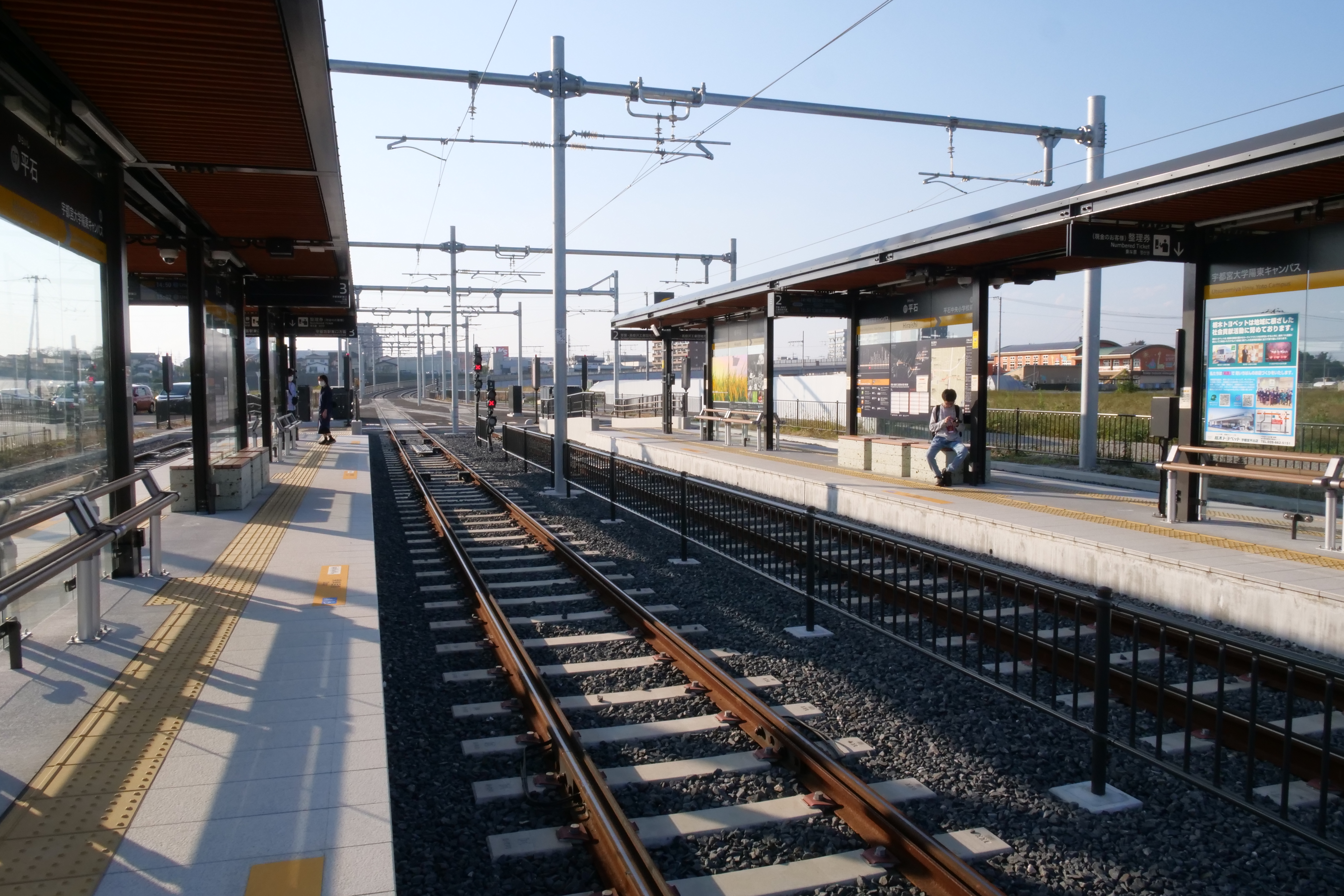
プラットホーム（2023年11月）

| 番線 | 路線          | 方向 | 行先                     |
| ---- | ------------- | ---- | ------------------------ |
| 1・2 | ■ライトライン | 下り | 芳賀・高根沢工業団地方面 |
| 3・4 | ■ライトライン | 上り | 宇都宮駅東口方面         |

## 利用状況
- 2024年2月時点での1日平均乗降人員は平日約400人・休日約400人である[11]。
- 2024年（令和6年）11月第2週の1日平均乗降人員は平日約590人・休日約420人である[12]。

## トランジットセンター
前述の通り、新4号国道と主要地方道宇都宮向田線に挟まれた自動車交通の便が良い場所に建設されることから、自動車交通との結節点として平石トランジットセンター（TC）が設けられた。仮称は、2017年時点で「新4号国道周辺トランジットセンター」、2020年時点で「平出町トランジットセンター」であった。停留場周辺に一般車乗降場、駐車場（176台）、駐輪場（50台）が整備されており、更なる拡張も予定されている。これにより、平石・石井・瑞穂野地区の地域内交通と電車を接続する。

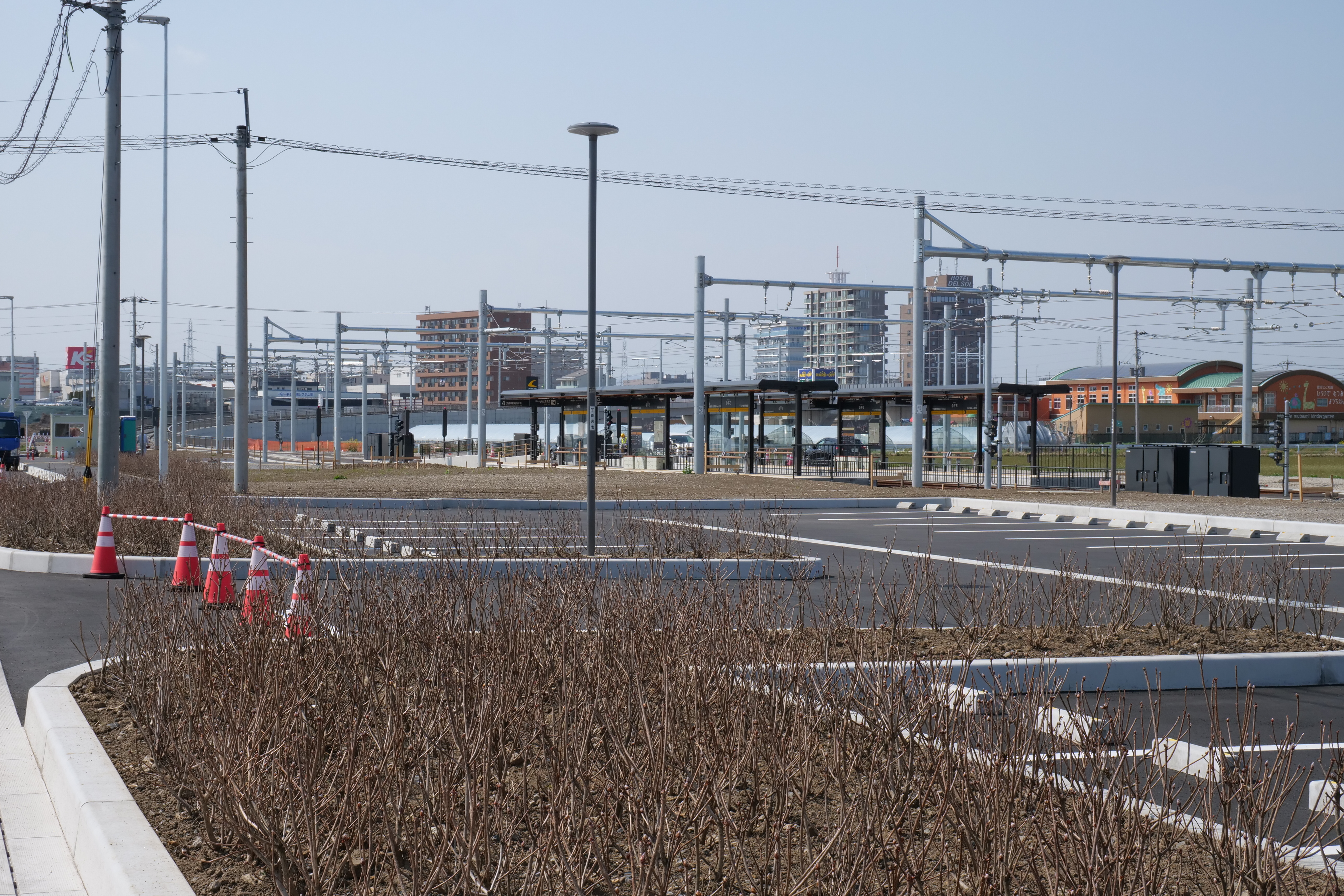
TCの全景（2023年4月）

### アークタウン宇都宮（東部総合公園）
2026年（令和8年）3月のオープンを目指し、TCと停留場のさらに北側に「LRTを利用し日常に楽しさをプラスする賑わいと交流の拠点」をコンセプトとし、栃木県内の新設公園では初のPark-PFI制度を活用して3x3、スケートボード、BMXなどのアーバンスポーツを楽しめる施設や、平石地区の農産物を販売する直販所、LRTの待合や来場者同士の交流の場となるカフェなどの飲食施設を配置した総合公園「アークタウン宇都宮」（都市計画名：「東部総合公園」）の整備を進めている。
敷地面積は3.6ヘクタールで、2021年（令和3年）8月5日に都市計画決定がなされた。アーバンスポーツの施設については、国際大会の開催も念頭に置いた一部屋根付きの全天候型構造とし、3x3については一般市民の日常利用にも対応した設備とする方針である。
2023年（令和5年）11月24日に東部総合公園を整備運営する公募設置等予定者が、大和ハウス工業系列の不動産事業者大和リースを代表にムラサキスポーツや市内企業などで構成された共同企業体「東部総合公園ネクストパートナーズ」と決定し、合わせて施設の概要も公表された。遊具やフラワーガーデンを備えた芝生広場を中心に3x3ができる屋根付き多目的広場と屋内スケートボード場、BMXパーク、地域農産物と花卉を販売する産直・園芸店、飲食店、カフェ、スポーツショップと200台の駐車場を配した複合施設となる予定で、運営期間は開園から20年間を予定している。その後2024年（令和6年）11月から12月にかけて、施設の愛称を宇都宮市在住のコピーライター監修のもと、「アークタウン宇都宮」「フィールドライン宇都宮」「ライドライト宇都宮」「フラットストン宇都宮」の4種から選ぶ投票を実施し、もっとも投票数の多かった「アークタウン宇都宮」に決定したことが2025年（令和7年）1月23日に公表された。

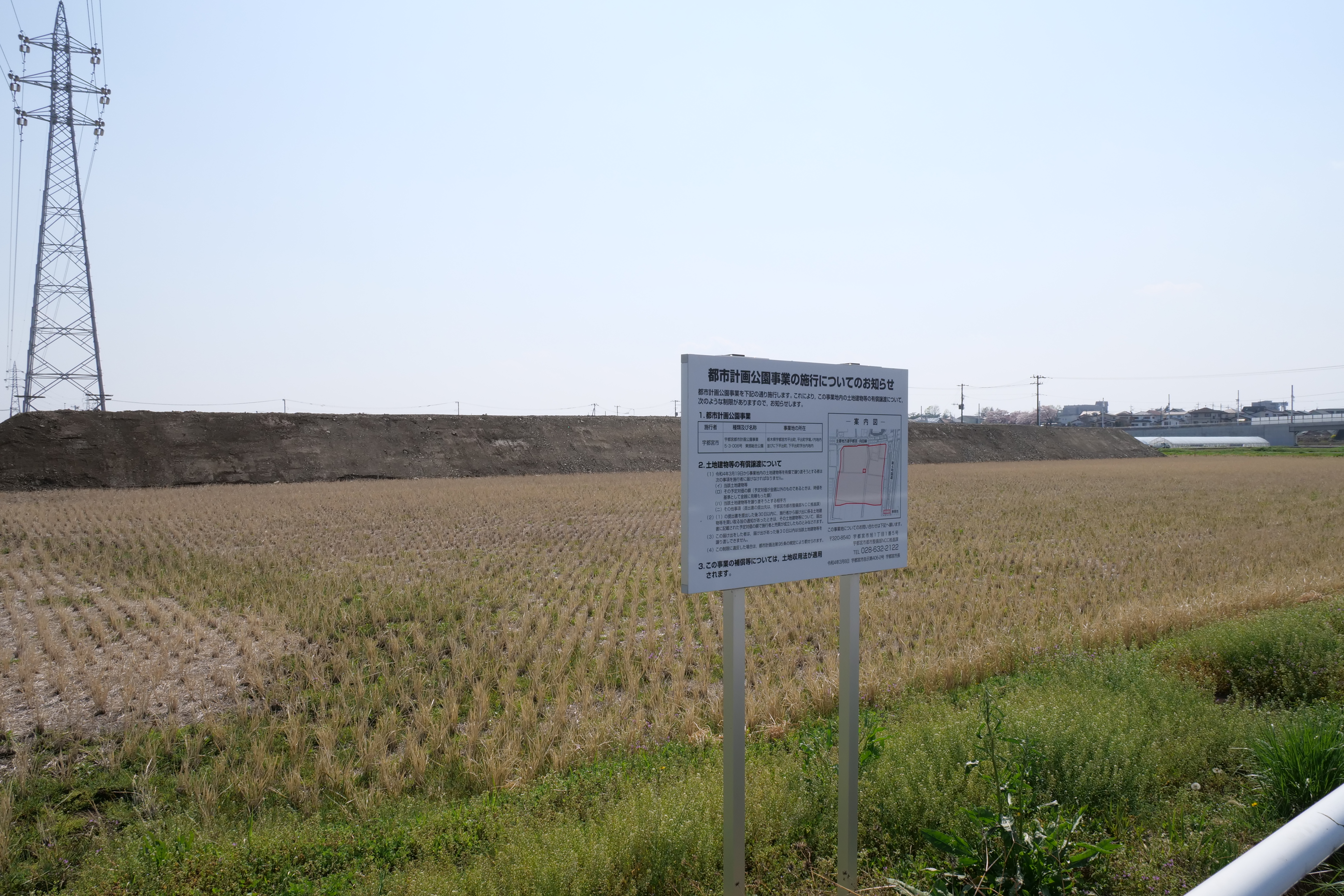
「東部総合公園」建設予定地（2023年4月、敷地造成や芝生広場用の土がストックされてある）

## 停留場周辺

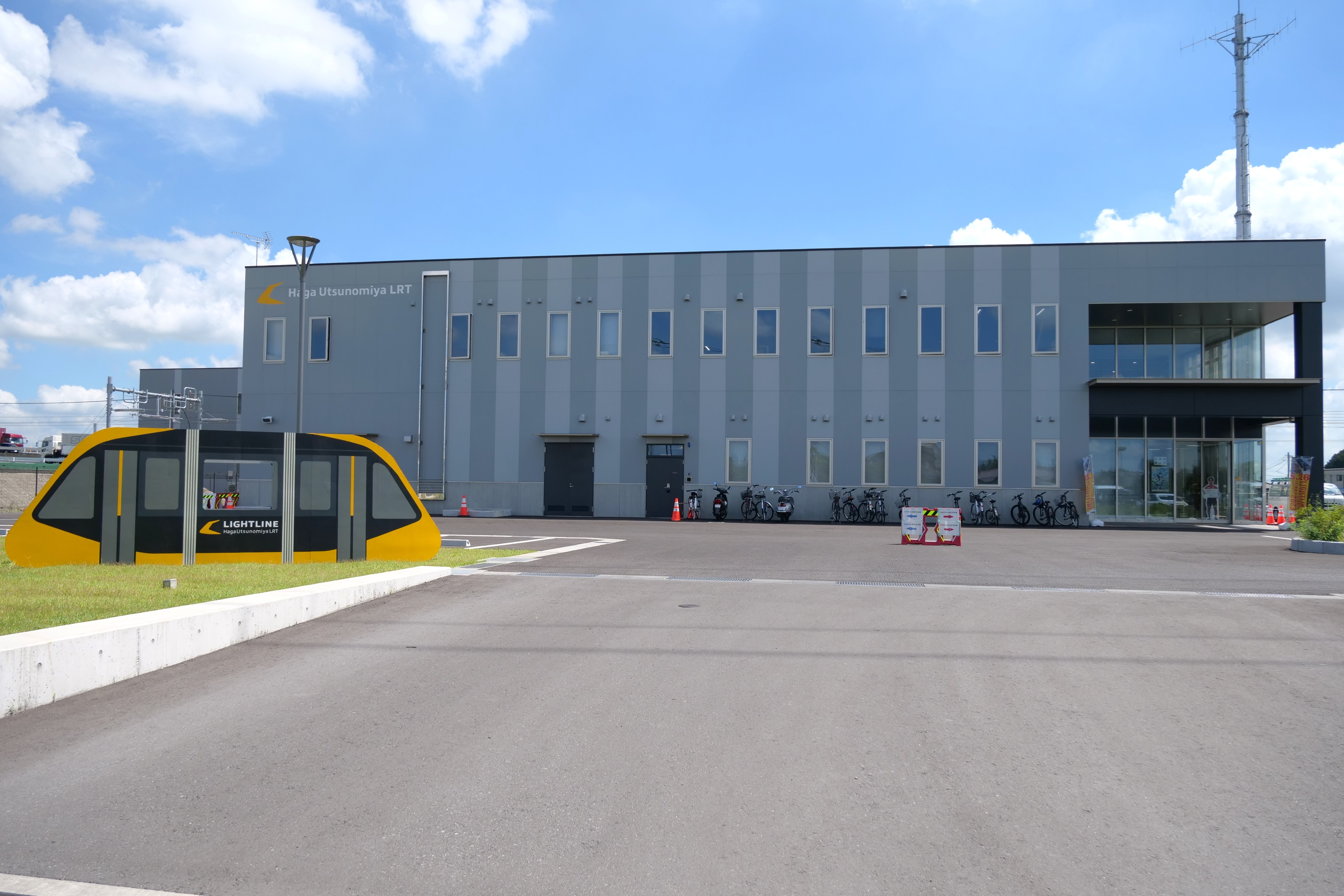
宇都宮ライトレール本社（平石車両基地管理棟）

田畑が広がるが、民家が点在する。東側で新4号国道と交差し、それに沿って宇都宮ライトレール平石車両基地が設けられている。平出雷電神社や宇都宮市立鬼怒中学校は北側にあるが、ともにやや離れた所にある。
- 宇都宮ライトレール平石車両基地
  - 宇都宮ライトレール本社事務所・定期券売り場
- 平出むつみ幼稚園
- 新4号国道（平出交差点）

## 隣の停留場
宇都宮ライトレール
■宇都宮芳賀ライトレール線
快速（平日朝下りのみ運転）
宇都宮大学陽東キャンパス停留場 (06) → 平石停留場 (07) → 清陵高校前停留場 (10)
各停
宇都宮大学陽東キャンパス停留場 (06) - 平石停留場 (07) - 平石中央小学校前停留場 (08)